# Marathon, Ontario
Marathon är en ort i Kanada.   Den ligger i provinsen Ontario, i den sydöstra delen av landet, 900 km väster om huvudstaden Ottawa. Marathon ligger 179 meter över havet och antalet invånare är 4 627.
Terrängen runt Marathon är platt åt sydost, men åt nordväst är den kuperad. Marathon ligger nere i en dal. Runt Marathon är det ganska glesbefolkat, med 26 invånare per kvadratkilometer.. Det finns inga andra samhällen i närheten. 
I omgivningarna runt Marathon växer i huvudsak blandskog.